# Mesnilomyia subaperta
Mesnilomyia subaperta là một loài ruồi trong họ Tachinidae.